# Rusztamidák
A Rusztamidák egy középkori muszlim dinasztia, amely a mai Algéria területén uralkodott a 8. század vége és a 10. század eleje között. Helyi dinasztikus elődje nem volt, utódai – 100 év egyiptomi Fátimida uralmat követően – a Hammádidák lettek.

## Uralkodók
| Uralkodó                 | Születési idő | Halálozási idő | Élethossz | Uralkodási idő             | Uralkodási évek |
| ------------------------ | ------------- | -------------- | --------- | -------------------------- | --------------- |
| Abd ar-Rahmán            | kb. 735       | 788            | kb. 53 év | imám: 778 – 788            | 10 év           |
| Abd al-Vahháb            | ?             | 824            | ? év      | imám: 788 – 824            | 36 év           |
| Abú Szaíd                | ?             | 872            | ? év      | imám: 824 – 872            | 48 év           |
| Abú Bakr                 | ?             | 874            | ? év      | imám: 872 – 874            | 2 év            |
| Mohammed                 | ?             | 894            | ? év      | imám: 874 – 894            | 10 év           |
| Juszuf                   | ?             | ?              | ? év      | imám: 894 – 895, ld. alább | 1 év            |
| Jakub                    | ?             | 907            | ? év      | imám: 895 – 899, ld. alább | 4 év            |
| Juszuf (2x)              | ?             | ?              | ? év      | imám: 899 – ?              | ? év            |
| Jakub (2x)               | ?             | 907            | ? év      | imám: ? – 907              | ? év            |
| Jakzán                   | ?             | 909            | ? év      | imám: 907 – 909            | 2 év            |
| 909-től egyiptomi uralom |               |                |           |                            |                 |